# Gan Šlomo
Gan Šlomo (hebrejsky גַּן שְׁלֹמֹה, doslova „Šlomova zahrada“, v oficiálním přepisu do angličtiny Gan Shelomo, přepisováno též Gan Shlomo, alternativně nazývána též Kvucat Schiller, hebrejsky: קבוצת שילר) je vesnice typu kibuc v Izraeli, v Centrálním distriktu, v Oblastní radě Brenner.

## Geografie
Leží v nadmořské výšce 45 metrů v hustě osídlené a zemědělsky intenzivně využívané pobřežní nížině (region Šefela), na jižním okraji aglomerace Tel Avivu.
Obec se nachází 12 kilometrů od břehu Středozemního moře, cca 21 kilometrů jihovýchodně od centra Tel Avivu, cca 42 kilometrů západně od Jeruzalému a 1 kilometr od jižního okraje města Rechovot. Gan Šlomo obývají Židé, přičemž osídlení v tomto regionu je etnicky převážně židovské.
Gan Šlomo je na dopravní síť napojen pomocí místní silnice číslo 4123 a dalších místních komunikací v rámci města Rechovot.

## Dějiny
Gan Šlomo byl založen v roce 1927. Jeho zakladateli byli Židé z Polska, kteří se do tehdejší mandátní Palestiny přistěhovali z Haliče roku 1925. Procházeli pak zemědělským výcvikem v osadě Kirjat Anavim. Roku 1927 se usadili v nynější lokalitě. První osadnická skupina sestávala z 12 dospělých a 6 dětí. Po vzniku kibucu se zde usídlili i další Židé z Polska napojení na hnutí Gordonia. Kibuc byl pojmenován Kvucat Schiller podle židovského spisovatele a myslitele Šlomo Schillera z Haliče. Oficiální jméno ale zní Gan Šlomo, protože úřady trvaly na pojmenování, které by bylo ryze hebrejské. Původní centrem společenského života osady byla dřevěná budova společné jídelny, která byla roku 1935 nahrazena zděnou stavbou. Roku 1943 se otevřelo kulturní středisko. Osadníci se zaměřovali na pěstování citrusů.
Koncem 40. let měl kibuc Gan Šlomo rozlohu katastrálního území 646 dunamů (0,646 kilometru čtverečního). V současnosti dosahuje správní území kibucu cca 3500 dunamů (3,5 kilometrů čtverečních).
Roku 1952 se kvůli ideologickému rozkolu přerušily styky se sousedním kibucem Giv'at Brenner a místní děti začaly docházet do školy ve vesnici Necer Sereni. V 60. letech 20. století procházel kibuc sociální krizi. Šest zakladatelských rodin se tehdy vystěhovalo do nově budovaného mošavu Lachiš. V téže době kibuc jako jeden z prvních v Izraeli zrušil společnou výchovu dětí a ustoupil tak od původní kolektivistické filozofie. V 70. letech 20. století se začalo rozvíjet pěstování bavlny. V 80. letech 20. století kvůli ekonomickým potížím význam zemědělské výroby ustupoval, zatímco podíl průmyslu na výnosech kibucu rostl. Od konce 20. století prošel kibuc částečnou privatizací.
Místní ekonomika je založena na zemědělství a průmyslu (firma Shiltex zaměřená na produkci tkanin založená roku 1962). Část obyvatel za prací dojíždí mimo obec.

## Demografie
Podle údajů z roku 2014 tvořili naprostou většinu obyvatel v Gan Šlomo Židé (včetně statistické kategorie "ostatní", která zahrnuje nearabské obyvatele židovského původu ale bez formální příslušnosti k židovskému náboženství).
Jde o menší obec vesnického typu s dlouhodobě rostoucí populací. K 31. prosinci 2014 zde žilo 507 lidí. Během roku 2014 populace stoupla o 3,3 %.
| Rok            | 1948 | 1961 | 1972 | 1983 | 1995 | 2001 | 2003 | 2004 | 2005 | 2006 | 2007 | 2008 | 2009 | 2010 | 2011 | 2012 | 2013 | 2014 |
| -------------- | ---- | ---- | ---- | ---- | ---- | ---- | ---- | ---- | ---- | ---- | ---- | ---- | ---- | ---- | ---- | ---- | ---- | ---- |
| Počet obyvatel | 274  | 330  | 280  | 361  | 390  | 408  | 412  | 411  | 412  | 417  | 415  | 435  | 450  | 460  | 463  | 471  | 491  | 507  |